# Laura Pigossi
Laura Pigossi Herrmann de Andrade (São Paulo, 2 de agosto de 1994) é uma tenista brasileira, medalhista olímpica, que em Tóquio 2020, ao lado de Luisa Stefani, conquistou o bronze, garantindo a primeira medalha da história do tênis brasileiro em Jogos Olímpicos.
Pigossi ganhou dez títulos de simples e quarenta e dois títulos de duplas no circuito feminino da ITF em sua carreira, mais um título do circuito de challengers da WTA e uma final de simples do WTA Tour. No ranking WTA, suas melhores posições são 125ª  em duplas, em 2020, e 100ª  em simples, em 2022. Também já jogou em quatro edições da Fed Cup, com quatro vitórias e quatro derrotas.
Vice no WTA 250 de Bogotá, na Colômbia, em abril de 2022, Laura foi a sétima brasileira na história a jogar uma final nível WTA em simples, depois de Maria Esther Bueno, Patrícia Medrado, Niege Dias, Cláudia Monteiro,  Teliana Pereira, e Bia Haddad Maia.
Em simples, no dia 29 de agosto de 2022, ela alcançou o 100º lugar no ranking mundial da WTA, a Associação de Tênis Feminino. A tenista é apenas a oitava brasileira na história a entrar no top 100 desde que o ranking feminino foi criado, em 1974.

## Carreira

### Início juvenil

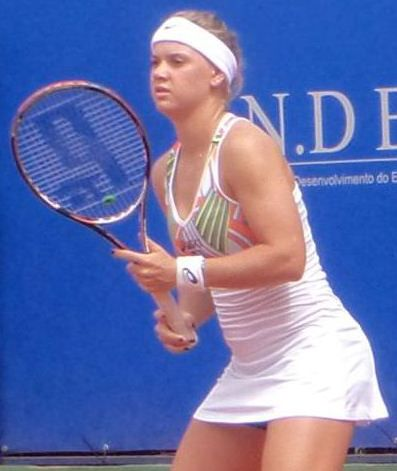
Laura Pigossi no
ITF São Paulo, 2014.

Laura Pigossi começou a jogar tênis aos 6 anos no Club Athletico Paulistano de São Paulo, querendo seguir seu pai e seu irmão no esporte. Em 2009, aos 14 anos, viajou  para disputar o circuito juvenil, com participações nos torneios US Open, Wimbledon e Roland Garros. Nessa mesma temporada, Pigossi somou seus primeiros pontos em torneios profissionais. Aos 15 anos se mudou para Barcelona, onde o irmão tentou jogar e depois estudar.

### 2013
Laura fez sua estreia pelo Time Brasil na Fed Cup e tem um histórico de vitórias - derrotas  de 8–6 nessa competição até março de 2023.

### 2017
Junto a Nadia Podoroska da Argentina, Pigossi avançou até as quartas de final da chave de duplas do WTA de Rabat no Marrocos, quando foram superadas pela  húngara Timea Babos e a tcheca Andrea Hlavackova, cabeças de chave número 1.

### 2019
Em outubro de 2019, em Lagos (Nigéria), Pigossi conquistou dois títulos consecutivos de duplas da ITF, seu 35º e 36º, para entrar no top 150 do ranking mundial.

### 2021: Terceiro jogo mais longo da história e primeira medalha olímpica do tênis brasileiro
No mês de abril, Pigossi disputou o ITF W25 de Córdoba e caindo com parciais de 7/5, 3/6 e 7/5 diante da russa Amina Anshba pela estreia do torneio, protagonizou um confronto de 4h53 de duração, o terceiro mais longo da história do circuito feminino de tênis profissional.
Em Tóquio 2020, ao lado de Luisa Stefani, conquistou o bronze, garantindo a primeira medalha da história do tênis brasileiro em Jogos Olímpicos.

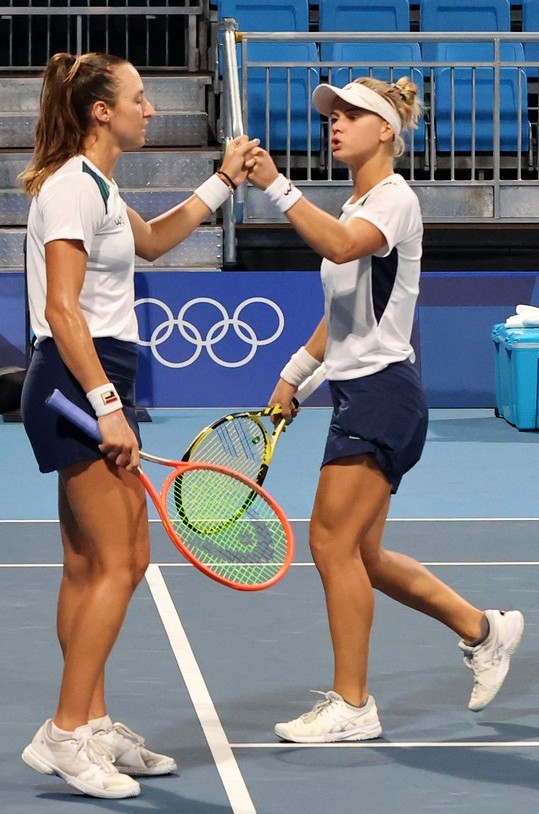
Pigossi e Luisa Stefani nos Jogos Olímpicos de Tóquio, 2020

A campanha da medalha, apenas a segunda semifinal olímpica do tênis brasileiro depois de Fernando Meligeni, que obteve a 4ª colocação em 1996, foi surpreendente, em especial pela vaga ter vindo apenas uma semana antes dos Jogos, e por Pigossi e Stefani não terem nenhum costume de jogarem juntas em torneios, com a última ocasião sendo uma derrota na Copa Billie Jean King em fevereiro de 2020. Na teoria, todas as duplas adversárias seriam superiores: na primeira rodada elas derrotaram as canadenses, que eram cabeças-de-chave n.7 do torneio; nas oitavas, a dupla tcheca contava com Karolína Plíšková, que foi n.1 do mundo em simples e n.11 em duplas, e a eventual medalhista de prata nos simples Markéta Vondroušová, e o jogo teve Pigossi e Stefani impedindo quatro match points das adversárias; na quartas derrotaram as americanas, cabeças-de-chave n.4 do torneio, que contavam com Bethanie Mattek-Sands, campeã das duplas mistas de 2016, ex-n.1 do mundo em duplas e campeã de 5 Grand Slams de duplas; na disputa do bronze, derrotaram a dupla russa que havia sido finalista em Wimbledon no mesmo mês, e contava com Elena Vesnina, a campeã olímpica de duplas de 2016, ex-n.1 do mundo em duplas, e campeã de 3 Grand Slams de duplas. O jogo também contou com quatro match points negados, com o set decisivo chegando a estar 9-5 para as russas.

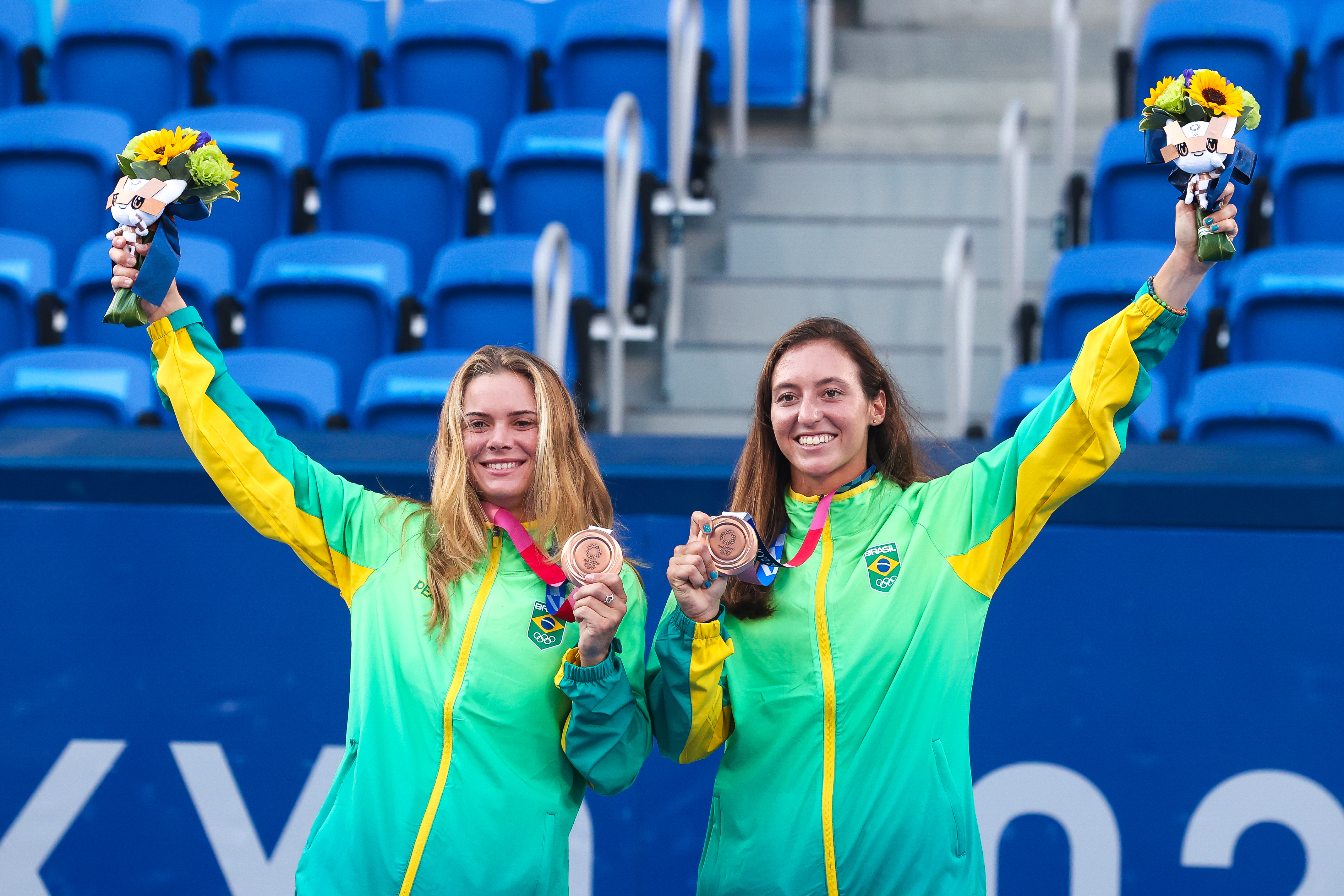
Laura e Luisa no pódio dos Jogos Olímpicos Tóquio 2020

O primeiro título de Pigossi depois da Olimpíada foi o Aberto de Medellín em setembro, onde conquistou o torneio de duplas ao lado da colombiana María Herazo González. Também chegou na final de simples, mas foi derrotada por Emiliana Arango. Em outubro, ganhou as duplas do ITF W25 de Lima, ao lado da tenista argentina María Carlé, e levou seu terceiro título de simples em 2021 no  W25 em Guaiaquil, vencendo na final a tenista alemã Katharina Gerlach.
Em novembro de 2021, Pigossi conquistou seu 41º título de duplas na carreira e o 3º na temporada. Jogando ao lado da tenista tcheca Anna Siskovaj pelo torneio ITF W25 de Aparecida de Goiânia, Laura venceu na final  a holandesa Merel Hoedt e a alemã Luisa Meyer por 6/2 e 7/6 (7-5). No mesmo mês,  Pigossi foi vencedora do Prêmio Brasil Olímpico 2021 na modalidade tênis junto de Stefani, e teve de cancelar sua participação no torneio ITF W60 Brasília, após sentir dores nas costas (mais tarde diagnosticado como um edema ósseo na vértebra) e decidir preservar sua saúde física, assim antecipando as férias e também visando a temporada de 2022. Com isso Laura terminou a temporada de 2021 na posição 191 do ranking mundial, a melhor da carreira até então, que garantia a ela vaga no qualificatório do Australian Open. Em 1º de dezembro Laura recebeu o título de cidadã de Osasco em cerimônia proposta pela vereadora  Elsa Oliveira e aprovada pelos colegas parlamentares sendo realizada na câmara municipal osasquense.
Pigossi terminou 2021 como uma das personalidades brasileiras com menos de 30 anos de idade mais promissoras segundo eleição da revista Forbes.

### 2022:Top 100em simples e primeiro Grand Slam em uma chave principal
No início de janeiro de 2022, o primeiro torneio depois de cinco semanas recuperando da lesão de Pigossi foi o de Traralgon, onde perdeu já na estreia para a tenista russa Marina Melnikova. No dia 9 de janeiro, Pigossi estreou no qualificatório do Australian Open 2022 contra a tenista sérvia Nina Stojanovic, 116ª colocada do ranking da WTA. Laura acabou perdendo em uma hora pelo resultado de 6/1 e 6/2. Em fevereiro participou de seu primeiro WTA 250 em Guadalajara, perdendo na primeira rodada do qualificatório para a australiana Storm Sanders.

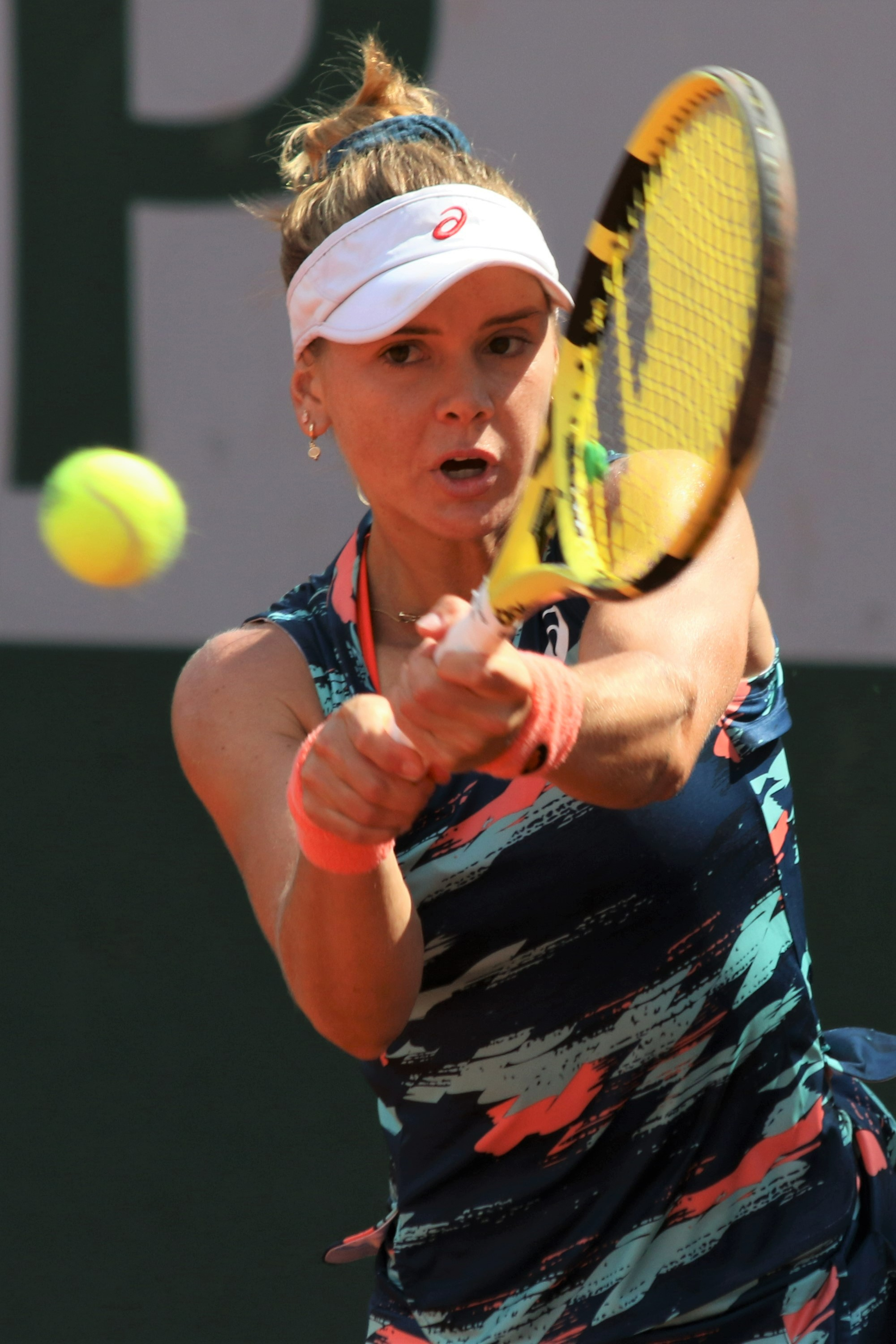
Pigossi na quali de Roland Garros, 2022

A organização a convidou para também jogar as duplas ao lado da tenista local Renata Zarazúa, onde perdeu um jogo apertado na primeira rodada. No outro WTA 250 do México, em Monterrey, caiu no qualificatório para a italiana Lucia Bronzetti.
No WTA 250 de Bogotá, a Copa Colsanitas, depois de passar pelo qualificatório da competição, Pigossi venceu a tenista francesa Harmony Tan, na época a 90ª do ranking e 5ª favorita do torneio, por 6/4 e 6/3, assim conquistando sua primeira vitória da carreira em uma chave principal de um torneio WTA e em uma partida contra uma tenista no top 100 do ranking de simples da WTA. Em seguida venceu a tenista número 120 do ranking WTA, a georgiana Ekaterine Gorgodze,   a tenista ucraniana Dayana Yastremska, número 102 do ranking, e a colombiana Camila Osorio, número 33 do ranking WTA e cabeça 1 do torneio, em uma partida com 2 horas e 11 minutos de duração e o placar de 7/5 e 7/6(2), garantindo a classificação para a primeira final da carreira em um torneio WTA e conquistando a primeira vitória contra uma tenista top 40 do ranking. Na final, Laura encarou a alemã Tatjana Malek e em 2 horas e 30 minutos de jogo, foi superada pelo placar de 6/3, 4/6 e 6/2 ficando com o vice-campeonato da Copa Colsanitas, fazendo assim a melhor campanha em um torneio WTA em toda sua carreira até então. O resultado impulsionou Laura para o 126° lugar no ranking de simples da WTA, seu melhor posicionamento.
Em seguida, Laura foi para sua quarta Billie Jean King Cup, dessa vez realizada em Salinas no Equador. Integrando o time Brasil e jogando contra a Guatemala, Pigossi disputou uma partida de duplas junto a Beatriz Haddad Maia na qual sairam vitoriosas por 6/3 e 6/1 contra as tenistas Kirsten-Andrea Weedon e Maria Gabriela Corada, assim garantido 3 X 0 no geral pela estreia da equipe brasileira.  No segundo dia, enfrentou a tenista argentina Solana Sierra, número 648 do ranking, e em uma partida disputadíssima com duração de 3 horas e 9 minutos e placar de 7/6(1), 4/6 e 7/6(12), tendo perdido cinco match points, acabou sendo derrotada, na única partida perdida pelo Brasil no dia.  No terceiro  dia da competição, venceu a tenista colombiana Maria Herazo, número 450 do ranking WTA, depois de 1 hora e 9 minutos, ajudando o Brasil a se classificar para a final do zonal americano contra o Chile. Em tal decisão, Laura enfrentou a tenista chilena Bárbara Gática, número 242 do ranking, por 1 hora e 27 minutos  e venceu o confronto pelo placar de 6/4 e 6/2, assim ajudando o Time Brasil a conquistar uma vaga para os playoffs qualificatórios. 
Laura caiu no qualificatório de Roland Garros para a alemã Nastasja Schunk, mas conseguiu uma vaga direta para Wimbledon após a desistência de Naomi Osaka, sua primeira chave principal de Grand Slam. Na primeira rodada de Wimbledon, perdeu para a eslovaca Kristina Kučová. No US Open, caiu no classificatório para a russa Elina Avanesyan. Apesar disso, na mesma semana entrou entre as 100 melhores da WTA pela primeira vez. Depois de jogar na chave principal de um WTA 1000 pela primeira vez no WTA de Guadalajara. Pigossi passou pela primeira rodada do quali e perdeu a segunda, mas conseguiu o direito de disputar a chave principal como lucky loser,  onde parou logo na estreia diante da croata Donna Vekić  pelo placar de 2 X 1 e parciais de 6/4 6/1.  Laura alcançou sua primeira final de um ITF W60 em Barranquilla, perdida para a húngara Panna Udvardy. Em novembro, jogou o play-off da Billie Jean King Cup, onde perdeu para Paula Ormaechea mas com sua vitória sobre Solana Sierra classificou o Brasil para o qualificatório das finais de 2023.

### 2023: Primeiro Australian Open em uma chave principal e primeiro título WTA

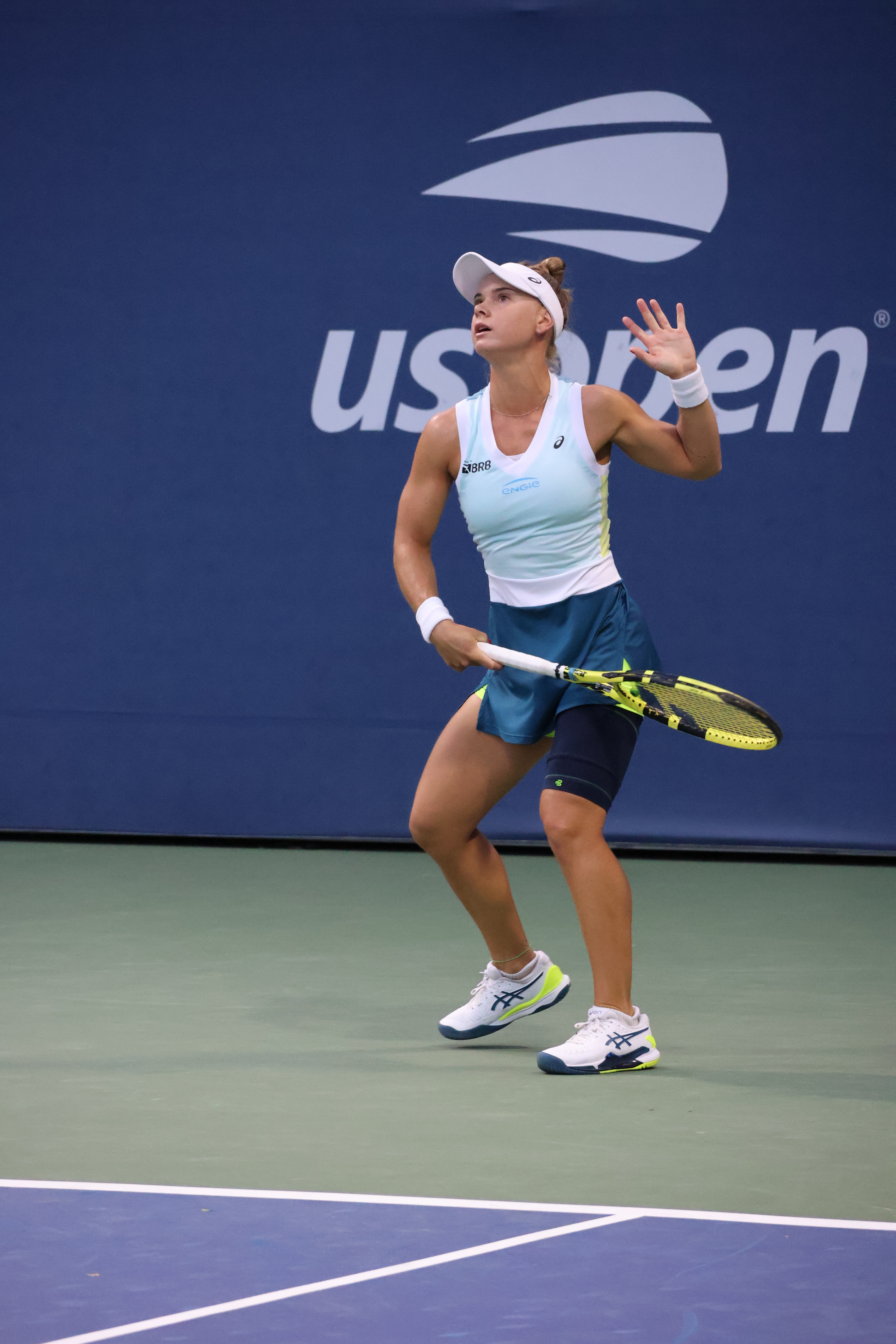
Laura na quali do Us Open de 2023

Em janeiro, Laura Pigossi entrou pela primeira vez na carreira na chave principal de simples do Australian Open, conquistando a vaga como lucky loser após perder o segundo jogo do quali.
Em 19 de julho de 2023, pela segunda rodada  do WTA 125 de Iași na Romênia, Pigossi fez uma partida de 3:48 de duração e, de virada,venceu a tenista Elsa Jacquemot da França pelo placar de  2 X 1 e 4/6 7/6 7/5 nas parciais.
No WTA 250 de Hamburgo, disputado na semana seguinte, Laura conseguiu entrar diretamente na chave principal de simples do torneio.
Na primeira semana de agosto de 2023, quando Laura completou 29 anos de idade, ela disputou o ITF W60 de Feira de Santana, na Bahia, o Engie Open e se sagrou campeã da chave de simples vencendo a bielorrussa Jana Kolodynska na final, conquistando o maior título da carreira até então, o 8º  no circuito profissional, o 4º em um torneio organizado no Brasil e o primeiro desde 2021. Durante esse torneio, Laura não perdeu nenhum set em todas as cinco partidas que disputou Na semana seguinte, Pigossi foi para Brasília disputar outro Engie Open, dessa vez no nível ITF W80. Pela chave de simples, ela avançou até a semifinal, quando enfrentou a francesa Léolia Jeanjean e perdeu em 2 X 1 com parciais de 6/4 3/6 4/6. Até a semifinal Laura não havia perdido nenhum set nessa competição.
Em setembro, Laura foi para Portugal disputar o ITF W60 de Caldas da Rainha, onde avançou até a semifinal em simples sem perder nenhum set, quando novamente enfrentou a francesa Léolia Jeanjean, sua parceira de duplas durante esse torneio, e foi superada por 2 X 0 e parciais de duplo 4/6
Em outubro, Pigossi disputou os Jogos Pan-Americanos de 2023 em Santiago, Chile. Ela conquistou duas medalhas de ouro ao vencer tanto a chave de simples como a de duplas feminina, reunida com Luisa Stefani. Foi a primeira tenista brasileira a conquistar dois ouros no mesmo Pan-Americano, e terceira a ir pro pódio nas duas chaves depois de Maria Esther Bueno e Gisele Miró. A final do Pan também garantiu a Pigossi uma vaga na chave de simples dos Jogos Olímpicos de Verão de 2024.

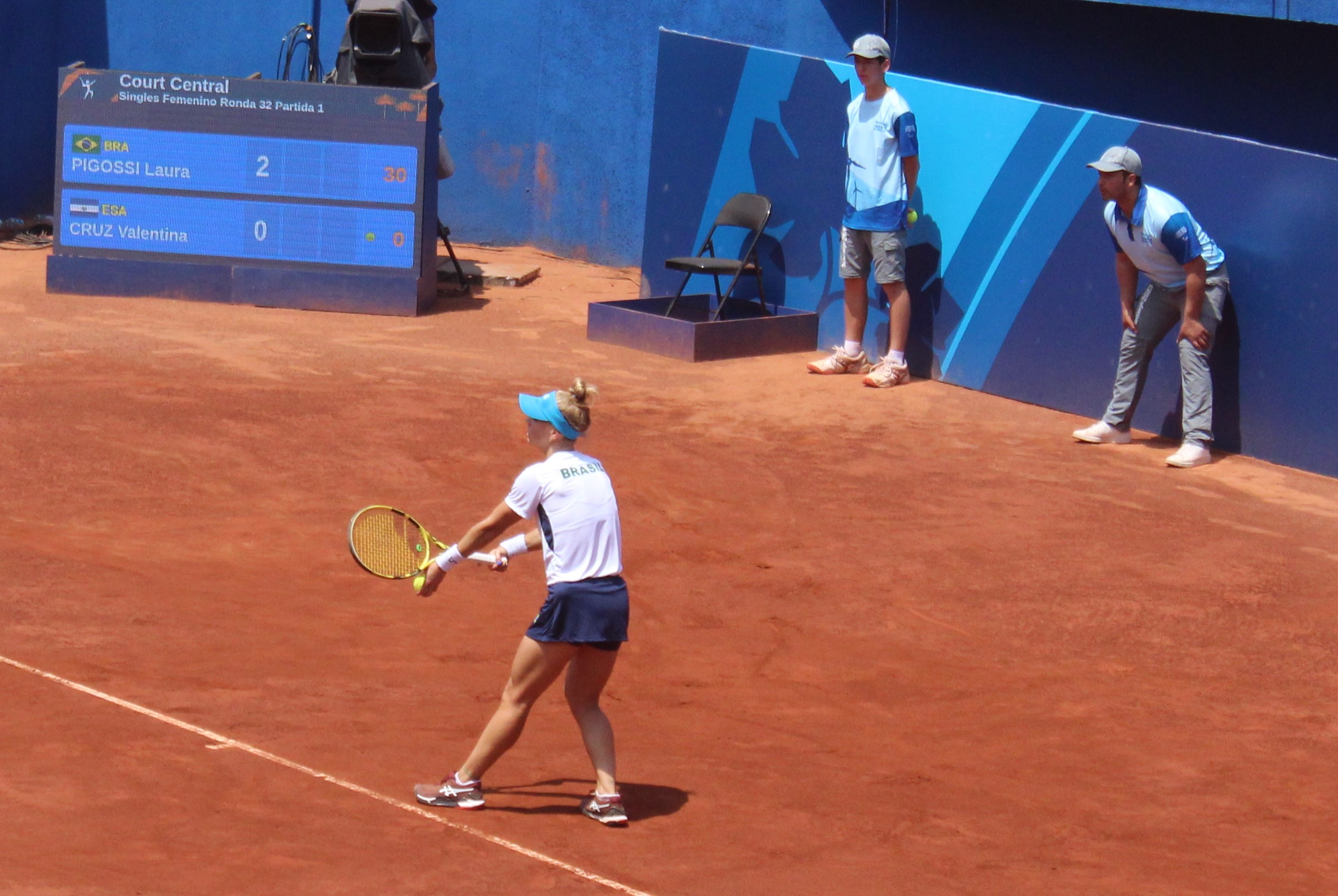
Laura preparando o saque durante a partida contra a salvadorenha Valentina Cruz, válida pelos Jogos Pan-Americanos de 2023

Em novembro, Pigossi disputou a primeira das quatro partidas do confronto entre o Time Brasil e a Coréia do Sul, em Brasília, válido pela fase dos play-offs da Billie Jean King Cup. Laura enfrentou Sohyun Park e venceu pelo placar de duplo 6/1.  Laura Pigossi ainda disputaria uma segunda partida, dessa vez contra Yeonwoo Ku, mas pelo regulamento do torneio, a partida foi cancelada e substituida por um jogo de duplas. O time Brasil saiu vitorioso do confronto diante das coreanas, não tendo perdido uma partida sequer.
Nas semanas seguintes, Laura foi para uma sequência de torneios WTA 125 na América do Sul. No primeiro, ela retornou ao Chile, onde disputou o torneio de Colina na região metropolitana de Santiago, mas acabou parando na segunda rodada de simples e na primeira das duplas, na qual formou parceria com a brasileira Ingrid Martins.  Em seguida, Laura disputou a primeira edição  do WTA 125 de Florianópolis, que marcou a volta dos torneios WTA ao Brasil depois de 7 anos de ausência. Pigossi não passou da estreia tanto em simples como em duplas, onde novamente formou dupla com Ingrid.   No terceiro em Buenos Aires, Laura disputou apenas a chave de simples, e se sagrou campeã vencendo na final a tenista argentina María Lourdes Carle por 6/3 6/2. Essa foi a quarta partida disputada entre elas, com todas sendo vencidas por Pigossi. Este título foi o maior da carreira da Laura até então e o primeiro em nível WTA. 
Essa conquista na Argentina recolocou Pigossi no top 110 do ranking de simples da WTA, ocupando a 109ª posição.

### 2024
Laura iniciou a temporada disputando o Canberra Tennis International. Pela chave de simples, Pigossi foi superada logo na partida de estréia diante da francesa Fiona Ferro em sets diretos. Já nas duplas, Pigossi formou parceria com a filipina de 18 anos Alexandra Eala [en], com quem avançou até a semifinal. Em tal partida, a dupla filipino-brasileira foi superada pela dupla australiana Kaylah McPhee [en] e Astra Sharma em sets diretos. Laura alcançou sua segunda final de um WTA 125 nas duplas de San Luis Potosí, em parceria com a polonesa Katarzyna Piter,  mas desistiu no dia da final por uma lesão no joelho. Poucos dias depois, na sua estreia no WTA de Bogotá, Laura venceu na estreia a argentina Nadia Podoroska, que vinha embalada pelo título em San Luís Potosí, perdendo o jogo seguinte para a romena Irina Bara. Conseguiu seu nono título da ITF no W50 de Pretória, na África do Sul, vencendo na final a belga Hanne Vanderwinkel.
No qualificatório da Billie Jean King Cup contra a Alemanha em São Paulo, Laura perdeu de virada para Tatjana Maria, saindo de quadra sentindo dores e eventualmente desistindo do jogo no dia seguinte contra Laura Siegemund, sendo substituída por Carolina Meligeni Alves.  No torneio olímpico, caiu no jogo de estreia diante da ucraniana Dayana  Yastremska. Jogando a edição inaugural do W75 de São Paulo, foi campeã diante da sua torcida, vencendo na final a italiana  Beatrice Ricci. Em dezembro, voltou a fazer uma final no Challenger de Buenos Aires nas duplas junto da egípcia Mayar Sherif, perdendo a decisão para as polonesas Maja Chwalinska e Katarzyna Kawa.

## Melhores resultados por tipo de torneio

### Simples
- WTA 125: Título
- WTA 250: Final
- WTA 500: Q1
- WTA 1000: R1
- Grand Slam: R1

### Duplas
- WTA 125: Semifinal
- WTA 250: Semifinal

## Conquistas

### Duplas: 2 (1 Medalha de Bronze e 1 Medalha de Ouro)
| Resultado | Ano  | Torneio                                    | Piso   | Parceira      | Openentes                                  | Placar           |
| --------- | ---- | ------------------------------------------ | ------ | ------------- | ------------------------------------------ | ---------------- |
| Bronze    | 2021 | Jogos Olímpicos: Tóquio 2020, Japão        | Duro   | Luisa Stefani | ROC Veronika Kudermetova ROC Elena Vesnina | 4–6, 6–4, [11–9] |
| Ouro      | 2023 | Jogos Pan-Americanos: Santiago 2023, Chile | Saibro | Luisa Stefani | Fernanda Herazo Paulina Perez              | 7-5, 6-3         |

## Finais WTA

### Simples: 1 (1 vice)
| Status | V–D | Data       | Torneio                   | Nível   | Piso   | Oponente      | Placar        |
| ------ | --- | ---------- | ------------------------- | ------- | ------ | ------------- | ------------- |
| Perdeu | 0–1 | Abril 2022 | Copa Colsanitas, Colômbia | WTA 250 | Saibro | Tatjana Maria | 3–6, 6–4, 2–6 |

## Finais de WTA Challengers

### Simples: 1 (1 título)
| Status | V–D | Data         | Torneio        | País/cidade  | Piso   | Oponente            | Placar   |
| ------ | --- | ------------ | -------------- | ------------ | ------ | ------------------- | -------- |
| Venceu | 1–0 | Nov/Dez 2023 | Argentina Open | Buenos Aires | saibro | María Lourdes Carle | 6-2, 6–3 |

### Duplas: 2 (2 derrotas)
| Status | V–D | Data          | Torneio        | País/cidade     | Piso   | Parceira        | Oponentes                      | Placar           |
| ------ | --- | ------------- | -------------- | --------------- | ------ | --------------- | ------------------------------ | ---------------- |
| Perdeu | 0–1 | Março 2024    | San Luis Open  | San Luis Potosí | Saibro | Katarzyna Piter | Anna Bondár Tamara Zidanšek    | W/O              |
| Perdeu | 0–2 | Novembro 2024 | Argentine Open | Buenos Aires    | Saibro | Mayar Sherif    | Maja Chwalińska Katarzyna Kawa | 4–6, 6–3, [7–10] |

## Finais da ITF

### Simples: 20 (9 títulos, 11 vices)
| Legenda               |
| --------------------- |
| Torneios W60 (1–1)    |
| Torneios W40/50 (1–0) |
| Torneios W25 (2–4)    |
| Torneios W10/15 (5–6) |

| Status | V–D   | Data     | Torneio                                 | Nível | Piso   | Oponente             | Placar           |
| ------ | ----- | -------- | --------------------------------------- | ----- | ------ | -------------------- | ---------------- |
| Venceu | 1–0   | Set 2012 | ITF São José dos Campos, Brasil         | W10   | Saibro | Maria Fernanda Alves | 6–2, 0–6, 7–5    |
| Perdeu | 1–1   | Jul 2013 | ITF São José dos Campos, Brasil         | W10   | Saibro | Montserrat González  | 3–6, 2–6         |
| Perdeu | 1–2   | Out 2013 | ITF Caracas, Venezuela                  | W25   | Duro   | Verónica Cepede Royg | 2–6, 2–6         |
| Venceu | 2–2   | Jun 2014 | ITF Campos do Jordão, Brasil            | W10   | Duro   | Victoria Bosio       | 4–6, 6–1, 7–6(2) |
| Perdeu | 2–3   | Out 2015 | ITF São Paulo, Brasil                   | W10   | Saibro | María Álvarez Terán  | 6–2, 5–7, 4–6    |
| Venceu | 3–3   | Nov 2015 | ITF Pereira, Colombia                   | W10   | Saibro | Victoria Bosio       | 5–7, 6–0, 6–2    |
| Venceu | 4–3   | Mar 2016 | ITF São José do Rio Preto, Brasil       | W10   | Saibro | Fernanda Brito       | 6–1, 7–5         |
| Perdeu | 4–4   | Abr 2016 | ITF São José do Rio Preto, Brasil       | W10   | Saibro | Paula Ormaechea      | 4–6, 1–6         |
| Perdeu | 4–5   | Fev 2017 | ITF Hammamet, Tunísia                   | W15   | Saibro | Julia Grabher        | 7–6(5), 2–6, 2–6 |
| Perdeu | 4–6   | Mar 2017 | ITF São Paulo, Brasil                   | W25   | Saibro | Irina Khromacheva    | 2–6, 1–6         |
| Perdeu | 4–7   | Fev 2019 | ITF Palmanova, Espanha                  | W15   | Saibro | Júlia Payola         | 2–6, 4–6         |
| Perdeu | 4–8   | Fev 2019 | ITF Sharm El Sheikh, Egito              | W15   | Duro   | Anna Morgina         | 3–6, 2–6         |
| Perdeu | 4–9   | Out 2019 | Lagos Open, Nigéria                     | W25   | Duro   | Sada Nahimana        | 6–2, 4–6, 3–6    |
| Venceu | 5–9   | Fev 2021 | ITF Villena, Espanha                    | W15   | Duro   | Ekaterina Yashina    | 3–6, 6–0, 6–4    |
| Venceu | 6–9   | Mar 2021 | ITF Pune, India                         | W25   | Duro   | Marianna Zakarlyuk   | 6–0, 3–6, 7–6(5) |
| Perdeu | 6–10  | Set 2021 | Open Medellín, Colombia                 | W25   | Saibro | Emiliana Arango      | 0–6, 0–6         |
| Venceu | 7–10  | Out 2021 | ITF Guayaquil, Equador                  | W25   | Saibro | Katharina Gerlach    | 6–0, 6–2         |
| Perdeu | 7–11  | Nov 2022 | Barranquilla Open, Colombia             | W60   | Duro   | Panna Udvardy        | 2–6, 5–7         |
| Venceu | 8–11  | Jul 2023 | ITF Feira de Santana, Brasil            | W60   | Duro   | Jana Kolodynska      | 6–1, 6–3         |
| Venceu | 9–11  | Fev 2024 | Pretoria International, África do Sul   | W50   | Duro   | Hanne Vandewinkel    | 6–2, 4–6, 7–5    |
| Venceu | 10–11 | Se5 2024 | São Paulo Torneio Internacional, Brasil | W75   | Saibro | Beatrice Ricci       | 6–7(3), 6–3, 6–3 |

### Duplas: 67 (43 títulos, 24 vices)
| Legenda                |
| ---------------------- |
| Torneios W100 (1–0)    |
| Torneios W80 (0–2)     |
| Torneios W60/75 (2–2)  |
| Torneios W25 (21–11)   |
| Torneios W10/15 (19–9) |

| Status | V–D   | Data     | Torneio                                  | Nível | Piso   | Parceira                 | Oponentes                                     | Placar               |
| ------ | ----- | -------- | ---------------------------------------- | ----- | ------ | ------------------------ | --------------------------------------------- | -------------------- |
| Venceu | 1–0   | Ago 2011 | ITF Mogi das Cruzes, Brasil              | W10   | Saibro | Flávia Dechandt Araújo   | Eduarda Piai Karina Venditti                  | 7–6(3), 4–6, [12–10] |
| Venceu | 2–0   | Set 2011 | ITF São José dos Campos, Brasil          | W10   | Saibro | Flávia Dechandt Araújo   | María Irigoyen Carla Lucero                   | 3–6, 7–5, [10–8]     |
| Perdeu | 2–1   | Abr 2012 | ITF São José dos Campos, Brasil          | W10   | Saibro | Carla Forte              | María Álvarez Terán Gabriela Paz              | 0–6, 3–6             |
| Venceu | 3–1   | Set 2012 | ITF São José dos Campos, Brasil          | W10   | Saibro | Maria Fernanda Alves     | Paula Feitosa Nathália Rossi                  | 6–0, 6–3             |
| Venceu | 4–1   | Set 2012 | ITF Bogotá, Colombia                     | W10   | Saibro | Yuliana Lizarazo         | Blair Shankle Laura Ucrós                     | 6–2, 6–2             |
| Perdeu | 4–2   | Mar 2013 | ITF Metepec, México                      | W10   | Duro   | Marcela Zacarías         | Macall Harkins Nicole Rottmann                | 3–6, 2–6             |
| Perdeu | 4–3   | Abr 2013 | ITF La Marsa, Tunisia                    | W25   | Saibro | Danka Kovinić            | Réka Luca Jani Eugeniya Pashkova              | 3–6, 6–4, [5–10]     |
| Perdeu | 4–4   | Abr 2013 | ITF Sharm El Sheikh, Egito               | W10   | Duro   | Olga Doroshina           | Olga Brózda Natalia Kołat                     | 3–6, 1–6             |
| Perdeu | 4–5   | Abr 2013 | ITF Sharm El Sheikh, Egito               | W10   | Duro   | Olga Doroshina           | Elena-Teodora Cadar Arabela Fernández Rabener | 4–6, 3–6             |
| Perdeu | 4–6   | Jul 2013 | ITF São José dos Campos, Brasil          | W10   | Saibro | Carolina Zeballos        | Victoria Bosio Daniela Schippers              | 5–7, 4–6             |
| Venceu | 5–6   | Jul 2013 | ITF São Paulo, Brasil                    | W10   | Saibro | Carolina Zeballos        | Nathália Rossi Luisa Stefani                  | 6–3, 6–4             |
| Venceu | 6–6   | Out 2013 | ITF Asunción, Paraguay                   | W25   | Saibro | Florencia Molinero       | Vanesa Furlanetto Carolina Zeballos           | 5–7, 6–4, [10–8]     |
| Perdeu | 6–7   | Out 2013 | ITF Caracas, Venezuela                   | W25   | Duro   | Florencia Molinero       | Verónica Cepede Royg Adriana Pérez            | 3–6, 3–6             |
| Venceu | 7–7   | Nov 2013 | Monterrey Internacional, México          | W25   | Duro   | Florencia Molinero       | Indy de Vroome Lenka Wienerová                | 7–5, 7–5             |
| Venceu | 8–7   | Dez 2013 | ITF Mata de São João, Brasil             | W25   | Saibro | Paula Cristina Gonçalves | Montserrat González Carolina Zeballos         | 6–2, 6–2             |
| Venceu | 9–7   | Dez 2013 | ITF Bertioga, Brasil                     | W25   | Duro   | Paula Cristina Gonçalves | Verónica Cepede Royg María Irigoyen           | 2–6, 6–4, [10–7]     |
| Venceu | 10–7  | Jun 2014 | ITF Campos do Jordão, Brasil             | W10   | Duro   | Nathália Rossi           | Victoria Bosio Ana Clara Duarte               | 6–4, 6–2             |
| Venceu | 11–7  | Set 2014 | ITF Juárez, Mexico                       | W25   | Saibro | Mariana Duque Mariño     | Ioana Loredana Roșca Lenka Wienerová          | 6–1, 3–6, [10–4]     |
| Perdeu | 11–8  | Jan 2015 | ITF Petit-Bourg, França                  | W10   | Duro   | María Álvarez Terán      | Ayan Broomfield Marie-Alexandre Leduc         | 6–2, 4–6, [8–10]     |
| Perdeu | 11–9  | Mar 2015 | ITF São José dos Campos, Brasil          | W10   | Saibro | Gabriela Cé              | Carolina Alves Victoria Bosio                 | 6–7(3), 4–6          |
| Venceu | 12–9  | Abr 2015 | ITF Guadalajara, Mexico                  | W10   | Duro   | Marcela Zacarías         | Maria Fernanda Alves Renata Zarazúa           | 6–1, 6–2             |
| Perdeu | 12–10 | Ago 2015 | ITF San Luis Potosí, Mexico              | W10   | Duro   | Maria Fernanda Alves     | Montserrat González Ana Sofía Sánchez         | 6–4, 3–6, [8–10]     |
| Venceu | 13–10 | Ago 2015 | ITF Prague, República Tcheca             | W10   | Saibro | Zuzana Luknárová         | Jana Jablonovská Vendula Žovincová            | 6–3, 6–7(4), [10–6]  |
| Venceu | 14–10 | Set 2015 | ITF Santa Fe, Argentina                  | W10   | Saibro | María Álvarez Terán      | Catalina Pella Daniela Seguel                 | 2–6, 6–2, [10–3]     |
| Venceu | 15–10 | Out 2015 | ITF São Paulo, Brasil                    | W10   | Saibro | María Álvarez Terán      | Melina Ferrero Carla Lucero                   | 6–3, 4–6, [10–5]     |
| Venceu | 16–10 | Nov 2015 | ITF Caracas, Venezuela                   | W10   | Duro   | Catalina Pella           | Jaqueline Cristian Aymet Uzcátegui            | 5–7, 6–1, [10–4]     |
| Venceu | 17–10 | Nov 2015 | ITF Caracas, Venezuela                   | W10   | Duro   | Catalina Pella           | Julieta Estable Ana Victoria Gobbi Monllau    | 1–1 ret.             |
| Venceu | 18–10 | Nov 2015 | ITF Pereira, Colombia                    | W10   | Saibro | Jaqueline Cristian       | María Herazo González Danielle Roldan         | 7–5, 6–3             |
| Perdeu | 18–11 | Nov 2015 | ITF Santiago, Chile                      | W25   | Saibro | Florencia Molinero       | Victoria Rodríguez Renata Zarazúa             | 2–6, 7–5, [7–10]     |
| Perdeu | 18–12 | Jan 2016 | ITF Guarujá, Brasil                      | W25   | Duro   | Jil Teichmann            | Paula Cristina Gonçalves Beatriz Haddad Maia  | 7–6(3), 5–7, [7–10]  |
| Venceu | 19–12 | Jun 2016 | Hódmezővásárhely Ladies Open, Hungria    | W25   | Saibro | Nadia Podoroska          | Irina Bara Lina Gjorcheska                    | 6–3, 6–0             |
| Venceu | 20–12 | Jun 2016 | ITF Minsk, Bielorrússia                  | W25   | Saibro | Ulrikke Eikeri           | Ilona Kremen Iryna Shymanovich                | 6–2, 6–4             |
| Perdeu | 20–13 | Jun 2016 | ITF Minsk, Bielorrússia                  | W25   | Saibro | Ulrikke Eikeri           | Valentini Grammatikopoulou Anna Kalinskaya    | 6–4, 1–6, [2–10]     |
| Venceu | 21–13 | Jul 2016 | ITF Campos do Jordão, Brasil             | W25   | Duro   | Ingrid Martins           | Maria Fernanda Alves Luisa Stefani            | 6–3, 3–6, [10–8]     |
| Venceu | 22–13 | Set 2016 | ITF Hua Hin, Tailandia                   | W25   | Duro   | Yana Sizikova            | Wei Zhanlan Zhao Qianqian                     | 6–3, 2–6, [10–4]     |
| Venceu | 23–13 | Set 2016 | ITF Hua Hin, Tailandia                   | W25   | Duro   | Katarzyna Kawa           | Kamonwan Buayam Lee Pei-chi                   | 7–5, 6–7(4), [10–6]  |
| Venceu | 24–13 | Nov 2016 | ITF Castellón, Espanha                   | W10   | Saibro | Jessika Ponchet          | Arabela Fernández Rabener Isabelle Wallace    | 6–1, 6–3             |
| Perdeu | 24–14 | Dez 2016 | ITF Nules, Espanha                       | W10   | Saibro | Oleksandra Korashvili    | Charlotte Römer Olga Sáez Larra               | 4–6, 2–6             |
| Venceu | 25–14 | Jan 2017 | ITF Hammamet, Tunisia                    | W15   | Saibro | María Teresa Torró Flor  | Cristina Dinu Yana Sizikova                   | 6–2, 6–4             |
| Venceu | 26–14 | Jan 2017 | ITF Hammamet, Tunisia                    | W15   | Saibro | Despina Papamichail      | Victoria Muntean Sun Xuliu                    | 6–3, 4–6, [10–5]     |
| Perdeu | 26–15 | Fev 2017 | ITF Curitiba, Brasil                     | W25   | Saibro | Jil Teichmann            | Gabriela Cé Andrea Gámiz                      | 6–4, 2–6, [2–10]     |
| Perdeu | 26–16 | Abr 2017 | ITF Indian Harbour Beach, Estados Unidos | W80   | Saibro | Renata Zarazúa           | Kristie Ahn Quinn Gleason                     | 3–6, 2–6             |
| Perdeu | 26–17 | Jun 2017 | Open de Montpellier, França              | W25   | Saibro | Victoria Rodríguez       | Momoko Kobori Ayano Shimizu                   | 3–6, 6–4, [7–10]     |
| Venceu | 27–17 | Mar 2018 | ITF Hammamet, Tunisia                    | W15   | Saibro | Oana Gavrilă             | Melanie Klaffner Oana Georgeta Simion         | 7–5, 6–7(6), [11–9]  |
| Venceu | 28–17 | Mar 2018 | ITF Hammamet, Tunisia                    | W15   | Saibro | Montserrat González      | Camilla Scala Isabella Shinikova              | 6–2, 6–0             |
| Venceu | 29–17 | Mai 2018 | ITF Tbilisi, Georgia                     | W25   | Duro   | Tereza Mihalíková        | Sviatlana Pirazhenka Erika Vogelsang          | 6–4, 6–1             |
| Venceu | 30–17 | Mai 2018 | ITF Les Franqueses del Vallès, Espanha   | W25   | Duro   | Giuliana Olmos           | Raluca Șerban Pranjala Yadlapalli             | 6–4, 6–4             |
| Venceu | 31–17 | Jul 2018 | Internazionale di Roma, Itália           | W60   | Saibro | Renata Zarazúa           | Anastasia Grymalska Giorgia Marchetti         | 6–1, 4–6, [13–11]    |
| Venceu | 32–17 | Jul 2018 | ITF Porto, Portugal                      | W25   | Duro   | Montserrat González      | Cristina Bucșa Ramu Ueda                      | 7–5, 6–0             |
| Perdeu | 32–18 | Set 2018 | Montreux Ladies Open, Suíça              | W60   | Saibro | Maryna Zanevska          | Andreea Mitu Elena-Gabriela Ruse              | 6–4, 3–6, [4–10]     |
| Venceu | 33–18 | Feb 2019 | ITF Sharm El Sheikh, Egito               | W15   | Duro   | Anna Morgina             | Nika Shytkouskaya Anastasia Sukhotina         | 6–2, 6–2             |
| Venceu | 34–18 | Mar 2019 | ITF Campinas, Brasil                     | W25   | Saibro | Danka Kovinić            | Carolina Alves Gabriela Cé                    | 6–3, 6–2             |
| Perdeu | 34–19 | Jun 2019 | ITF Figueira da Foz, Portugal            | W25   | Duro   | Moyuka Uchijima          | Francisca Jorge Olga Parres Azcoitia          | 4–6, 6–4, [9–11]     |
| Venceu | 35–19 | Out 2019 | Lagos Open, Nigeria                      | W25   | Duro   | Rutuja Bhosale           | Sandra Samir Prarthana Thombare               | 4–6, 6–4, [10–7]     |
| Venceu | 36–19 | Out 2019 | Lagos Open 2, Nigeria                    | W25   | Duro   | Rutuja Bhosale           | Sandra Samir Prarthana Thombare               | 6–3, 6–7(3), [10–6]  |
| Venceu | 37–19 | Jan 2020 | ITF Malibu, Estados Unidos               | W25   | Duro   | Rosalie van der Hoek     | Astrid Wanja Brune Olsen Anastasia Iamachkine | 6–4, 7–6(4)          |
| Venceu | 38–19 | Jan 2020 | ITF Petit-Bourg, Guadalupe               | W25   | Duro   | Rosalie van der Hoek     | Mylène Halemai Manon Léonard                  | 6–2, 6–1             |
| Perdeu | 38–20 | Jul 2021 | President's Cup, Casaquistão             | W60   | Duro   | Evgeniya Levashova       | Alina Charaeva Maria Timofeeva                | 6–7(5), 6–2, [6–10]  |
| Perdeu | 38–21 | Aug 2021 | ITF Vigo, Espanha                        | W25   | Duro   | Conny Perrin             | Alicia Barnett Olivia Gadecki                 | 3–6, 2–6             |
| Venceu | 39–21 | Sep 2021 | Open Medellín, Colombia                  | W25   | Saibro | María Herazo González    | Rasheeda McAdoo Victoria Rodríguez            | 6–2, 7–5             |
| Perdeu | 39–22 | Sep 2021 | Open de Valencia, Espanha                | W80   | Saibro | Ekaterine Gorgodze       | Aliona Bolsova Andrea Gamiz                   | 3–6, 4–6             |
| Venceu | 40–22 | Out 2021 | ITF Lima, Peru                           | W25   | Saibro | María Lourdes Carlé      | María Paulina Pérez Jessica Plazas            | 6–1, 6–1             |
| Venceu | 41–22 | Nov 2021 | ITF Aparecida de Goiania, Brasil         | W25   | Saibro | Anna Sisková             | Merel Hoedt Luisa Meyer auf der Heide         | 6–2, 7–6(5)          |
| Perdeu | 41–23 | Mar 2022 | ITF Anapoima, Colombia                   | W25   | Saibro | María Lourdes Carlé      | Ylena In-Albon Réka Luca Jani                 | 6–1, 3–6, [7–10]     |
| Perdeu | 41–24 | Mar 2022 | Open Medellín, Colombia                  | W25   | Saibro | María Lourdes Carlé      | Conny Perrin Daniela Seguel                   | 2–6, 7–5, [8–10]     |
| Venceu | 42–24 | Abr 2024 | Wiesbaden Open, Alemanha                 | W100  | Saibro | Samantha Murray Sharan   | Himeno Sakatsume Anita Wagner                 | 7–5, 6–2             |
| Venceu | 43–24 | Mai 2024 | Zagreb Ladies Open, Croácia              | W75   | Saibro | Céline Naef              | Emily Appleton Prarthana Thombare             | 4–6, 6–1, [10–8]     |